# Megalodon (film 2004)
Megalodon è un film statunitense del 2004, diretto da Pat Corbitt. Incentrato sulla vita degli squali, prende il nome da una specie estinta, il Carcharodon megalodon.

## Trama
Grazie alle trivellazioni di una piattaforma petrolifera nell'Oceano Antartico viene scoperto un secondo oceano abitato da animali preistorici.
L'eccezionale scoperta riporta in libertà un enorme squalo preistorico, il megalodonte, megalodon in inglese, una perfetta macchina per uccidere di undici tonnellate, che attacca la piattaforma, mettendo a rischio la sopravvivenza dell'intera squadra di trivellazioni.